# Беляевский сельсовет (Курская область)
Беля́евский сельсовет — муниципальное образование со статусом сельского поселения в Конышёвском районе Курской области Российской Федерации.
Административный центр — село Беляево.

## История
Статус и границы сельсовета установлены Законом Курской области от 21 октября 2004 года № 48-ЗКО «О муниципальных образованиях Курской области».
Законом Курской области от 26 апреля 2010 года № 26-ЗКО в состав сельсовета включены населённые пункты упразднённого Черниченского сельсовета.

## Население
| 2002 | 2010 | 2012 | 2013 | 2014 | 2015 | 2016 |
| ---- | ---- | ---- | ---- | ---- | ---- | ---- |
| 871  | ↘768 | ↘730 | ↘694 | ↘653 | ↘635 | ↘618 |
| 2017 | 2018 | 2019 | 2020 | 2021 |      |      |
| ↘603 | ↘592 | ↘585 | ↘568 | ↘558 |      |      |

## Состав сельского поселения
| № | Населённый пункт  | Тип населённого пункта       | Население |
| - | ----------------- | ---------------------------- | --------- |
| 1 | Артаково-Вандарец | село                         | ↘52       |
| 2 | Беляево           | село, административный центр | ↘306      |
| 3 | Богатырь          | хутор                        | ↘0        |
| 4 | Верхнее Песочное  | деревня                      | ↘25       |
| 5 | Липница           | хутор                        | ↘0        |
| 6 | Малахово          | село                         | ↘125      |
| 7 | Нижнее Песочное   | село                         | ↘71       |
| 8 | Черничено         | село                         | ↘184      |
| 9 | Ясный             | хутор                        | ↘5        |